# Bogoria taeniorhiza
Bogoria taeniorhiza är en orkidéart som först beskrevs av Rudolf Schlechter, och fick sitt nu gällande namn av Rudolf Schlechter. Bogoria taeniorhiza ingår i släktet Bogoria och familjen orkidéer. Inga underarter finns listade i Catalogue of Life.